# Burger King
Burger King, muitas vezes abreviado como BK, é uma rede de restaurantes especializada em fast-food, fundada nos Estados Unidos por James McLamore e David Edgerton, que abriram a primeira unidade em Miami, Flórida.
A empresa começou em 1953 com o nome Insta-Burger King, uma cadeia de restaurantes com sede em Jacksonville. Depois que o Insta-Burger King entrou em dificuldades financeiras em 1954, seus dois franqueados localizados em Miami, David Edgerton e James McLamore, compram a empresa e rebatizam-na como Burger King.
Ao longo do próximo meio século, a empresa iria mudar de administração quatro vezes. O seu terceiro conjunto de proprietários foi uma parceria da TPG Capital, Bain Capital e Goldman Sachs Capital Partners tornando público em 2002. Em setembro de 2010, foi anunciada a venda da empresa para o fundo de investimentos brasileiro 3G Capital, por 3.26 bilhões de dólares. A 3G, junto com o parceiro Berkshire Hathaway, terminou por fundir-se com a companhia canadense de Tim Hortons sob os auspícios de uma nova sociedade com sede no Canadá, o Restaurant Brands International (RBI).
O BK usa, historicamente, diversas variações de franqueamento para expandir suas operações, podendo variar a forma de licenciar seus franqueados dependendo da região, no entanto, seu relacionamento com seus franqueados nem sempre foi harmonioso, tendo, em alguns casos, gerado processos judiciais. A franquia australiana do Burger King, Hungry Jack, é a única franquia que opera sob um nome diferente devido a uma disputa de direitos autorais e uma série de processos judiciais entre as partes. 
Em 2021, contava com mais de 19 240 restaurantes em mais de 100 países.

## História

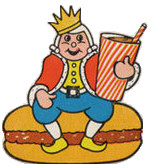
Logotipo do Burger King entre 1955 e 1968

O menu do Burger King desde 1954 tem sofrido várias alterações oferecendo sempre uma oferta básica de hambúrgueres, batatas fritas, refrigerantes e sorvetes. Em 1957, o Whopper foi a primeira grande adição ao menu; desde então se tornou o produto original do Burger King. Por outro lado, o BK introduziu muitos produtos que não conseguiram manter-se no mercado. Algumas destas falhas aconteceram nos Estados Unidos tendo visto o sucesso em mercados estrangeiros, onde o BK também agrega pratos sob medida para os sabores regionais. De 2002 a 2010, o Burger King agressivamente teve como alvo homens entre 18 e 34 anos como produtos de maior dimensão que, muitas vezes realizadas correspondentemente grandes quantidades de gorduras saudáveis e gorduras trans. Essa tática viria a ferir fundamentos financeiros da empresa e lançou uma mortalha negativo sobre seus ganhos. Começando em 2011, a empresa começou a se afastar a partir do menu de orientação masculina anterior e introduzir novos itens de menu, reformulações de produtos e embalagens, como parte dos planos de reestruturação da 3G Capital da empresa.
Os anos 1970 foram a "Idade de Ouro" da publicidade do Burger King, mas começando no início de 1980, a publicidade da empresa começou a perder o foco; uma série de campanhas publicitárias que tiveram menos sucesso criados por uma procissão de agências de publicidade continuou durante as próximas duas décadas. Em 2003, a Burger King contratou a agência de publicidade localizada em Miami Crispin Porter + Bogusky (CP+B). A CP+B reorganizou completamente a publicidade do Burger King, com uma série de novas campanhas centradas em uma imagem do Burger King redesenhada acompanhada de uma nova presença online. Embora altamente bem sucedido, alguns comerciais da CP+B eram ridicularizados por sexismo percebido ou insensibilidade cultural. O novo proprietário, 3G Capital, terminou o relacionamento com a CP+B em 2011 e mudou-se a sua publicidade para a McGarryBowen para começar uma nova campanha orientada para produto com segmentação demográfica expandida. Em 2012, era a quinta maior rede de fast-food dos EUA, ficando atrás de McDonald’s, Subway, Starbucks e Wendy's. Em 2013, a nível mundial, a Burger King está na sexta posição, atrás de McDonald’s, KFC, Subway, Pizza Hut e Starbucks.

## Administração

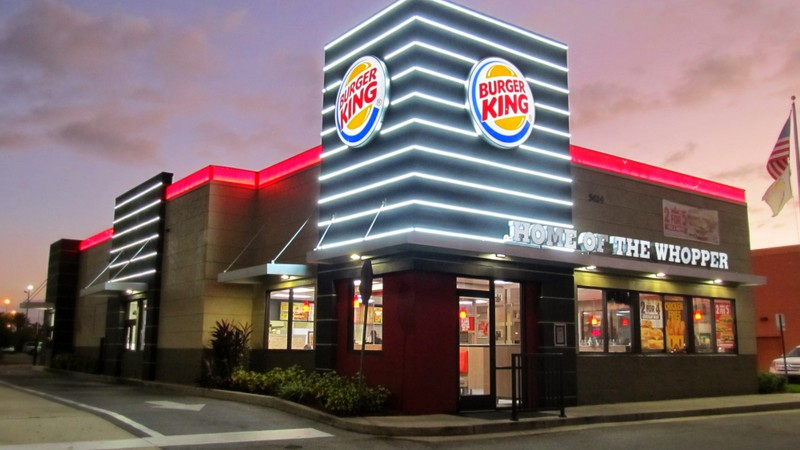
Restaurante do Burger King em Orlando, Flórida

Ao longo do próximo meio século, a empresa iria mudar de administração quatro vezes. O seu terceiro conjunto de proprietários foi uma parceria da TPG Capital, Bain Capital e Goldman Sachs Capital Partners tornando público em 2002. Em 2 de setembro de 2010, foi anunciada a venda da totalidade das ações da empresa para o fundo de investimentos brasileiro chamado 3G Capital, que tem sede no Rio de Janeiro, por 3.26 bilhões de dólares (cerca de 7 bilhões de reais à época). O 3G Capital foi fundado pelos brasileiros Marcel Telles, Jorge Paulo Lemann e Carlos Alberto Sicupira, acionistas da InBev, que controla a AmBev. Os novos proprietários prontamente iniciaram uma reestruturação da empresa para reverter sua situação. A 3G, junto com o parceiro Berkshire Hathaway, terminou por fundir-se com a companhia canadense de Tim Hortons sob os auspícios de uma nova sociedade com sede no Canadá, o Restaurant Brands International. Em fevereiro de 2013, a Burger King, através de sua controladora 3G Capital anunciou a compra da H.J. Heinz, em uma parceria com o grupo Berkshire Hathaway. A H.J. Heinz é conhecida principalmente pela marca de seu ketchup. No final do ano de 2021, o Burger King tinha mais de 19 247 restaurantes em mais de 100 países.

## Operações internacionais

### Brasil

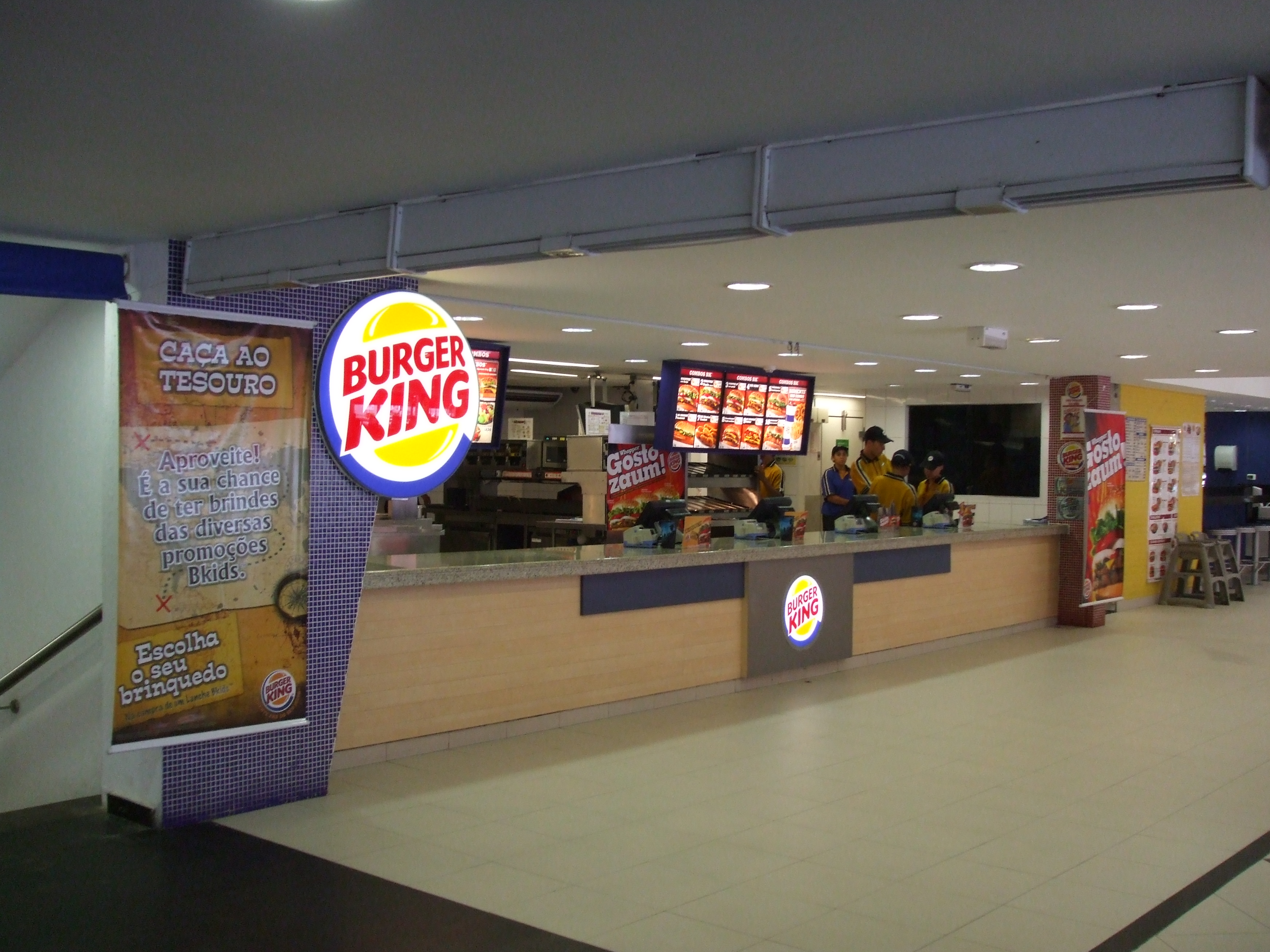
Burger King no Guarujá, São Paulo.

O Burger King abriu suas primeiras lojas no Brasil em 2004, localizadas nas cidades de São Paulo e Brasília. A partir daí, com o passar dos anos, ocorreu um grande crescimento de restaurantes franquiados com o Burger King. A partir de 2012, Iuri Miranda presidente do Burger King do Brasil anunciou que até 2016 seriam mais de 900 lojas abertas em todo o Brasil, número alcançado apenas em 2022. Até novembro de 2022, existiam 904 lojas atendendo a população brasileira, sendo 190 com suporte a drive-thru.
A empresa vem investindo fortemente em estratégias de marketing no Brasil, como outdoors e placas ao redor das cidades, além de promover grandes eventos. Em 2006, a Burger King patrocinou o bloco Caju, no maior carnaval fora de época do país, o Carnatal, em Natal. Quando o assunto é propaganda o Burger King sempre foi bastante irreverente, desde a sua chegada ao país ele sempre fez questão de usar humor, ser "descolado" e fazer vídeos publicitários que chamassem a atenção.

### Portugal

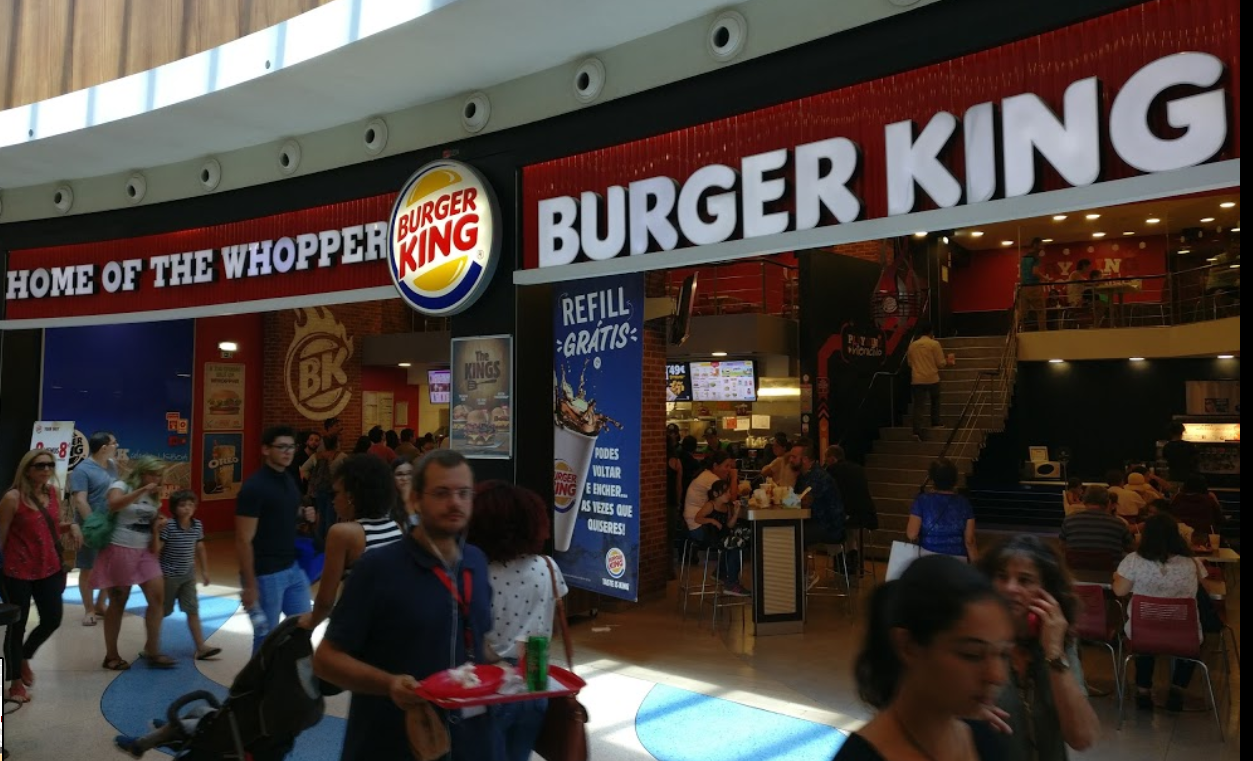
Burger King no Centro Comercial Colombo, em Lisboa, Portugal

Em Portugal, a marca Burger King é explorada pelo Restaurant Brands Iberia (RBI) desde 2022, quando adquiriu as franquias do Grupo Ibersol, que operava a rede desde 2001, quando abriu ao público o seu primeiro restaurante no NorteShopping, em Matosinhos.
Em 2022, existiam 164 restaurantes em Portugal – inclusive nos Açores e Madeira –, com cerca de 17 000 empregados espalhados entre Portugal e Espanha, número que aumentará após a integração da rede. A Megafood – maior franchisado do Burger King em Espanha – pretende abrir novos restaurantes Burger King no Algarve nos próximos anos. A RBI planeja abrir 90 novos restaurantes até 2025 na Ibéria.
A Burger King Portugal criou um programa que permite que os seus clientes visitem qualquer uma das unidades de forma a que conheçam o método de preparação dos seus hambúrgueres e em que condições estes são confecionados. Todas as unidades em Portugal estão certificadas na mais exigente norma de qualidade, APCER ISO 22000.
Desde 2010 que a Burger King tem inovado com lançamento de novos produtos. Pela primeira vez, o famoso Whopper obteve um sabor português, com o Portuguese Whopper, produto de grande sucesso, que contribuiu para avivar o slogan da marca, Have It Your Way. Em 2011, a Burger King apostou na comunicação das qualidades da marca e de lançamentos de novos produtos, utilizando vários meios, de uma forma que nunca tinha realizado em Portugal. Os meios utilizados são a televisão, a rádio e vários outdoors.[carece de fontes?]

### Rússia

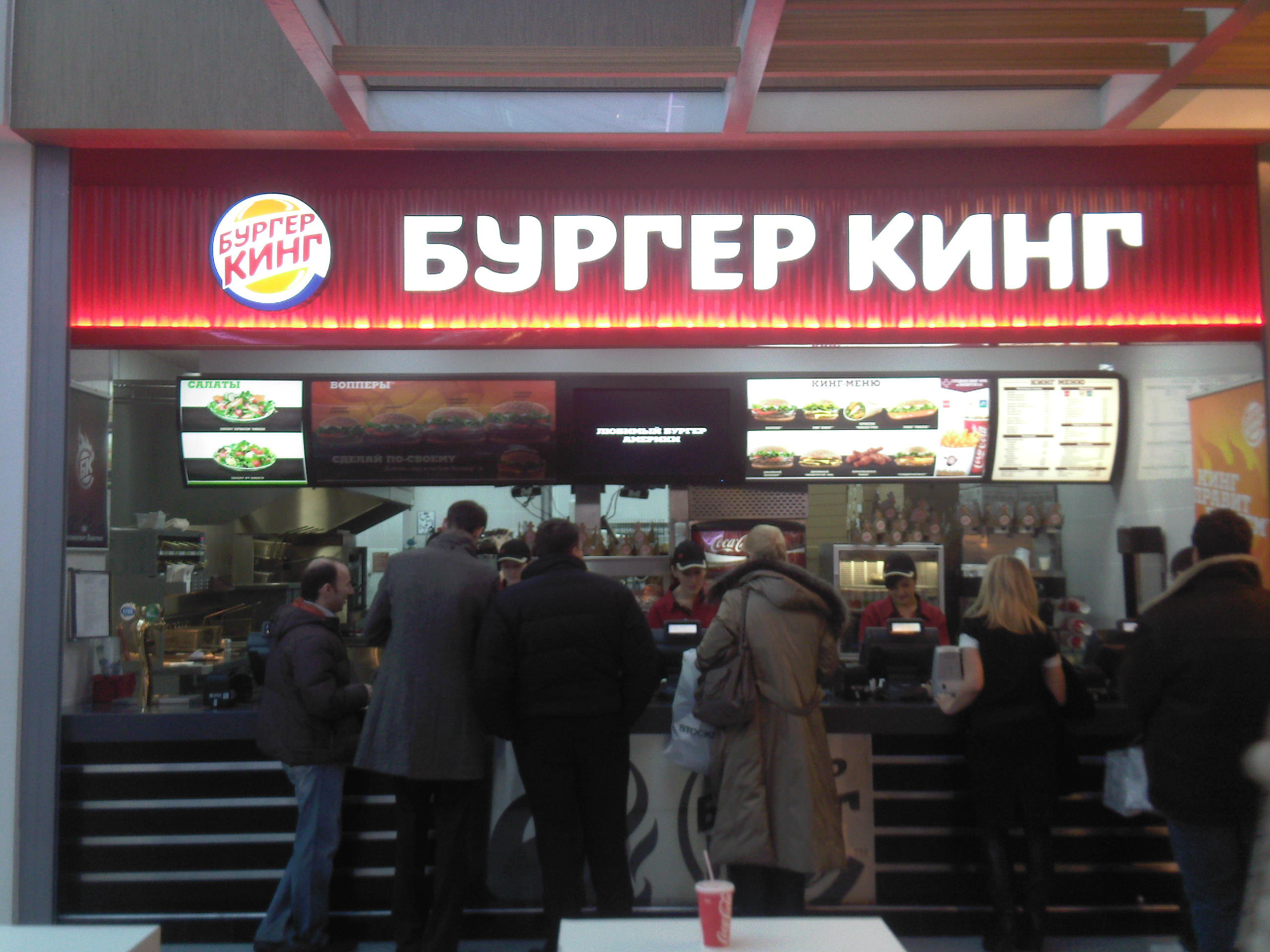
Burger King em Moscou, na Rússia.

A rede de lanchonetes americana Burger King abriu no dia 21 de janeiro de 2010 a sua primeira unidade na Rússia, duas décadas depois do principal rival, o McDonald's, de olho no crescente interesse por refeições rápidas nos novos mercados. A primeira loja foi aberta no noroeste de Moscou, e será seguida por uma nova loja no centro, que foi inaugurada no dia 25 de janeiro de 2010.[carece de fontes?]
A entrada da rede no mercado russo faz parte do plano de entrada do Burger King em todo o leste europeu. Nos últimos 12 meses foram abertas, por exemplo, duas unidades na Hungria, oito na Polônia, quatro na República Tcheca e duas na Romênia.[carece de fontes?]
Em março de 2022, o Burger King suspendeu todo o seu suporte corporativo, incluindo operações, marketing, cadeia de suprimentos, investimentos e expansão na Rússia em resposta à Invasão da Ucrânia pela Rússia. A marca interrompeu seu suporte corporativo às mais de 800 cadeias de restaurantes totalmente franqueadas na Rússia, gerenciadas por um franqueado local, no entanto vem encontrando problemas para suspender as operações locais.

## Atualidade
Atualmente o Burger King é a terceira maior cadeia de restaurantes do mundo, possuindo mais de 19 mil lojas em mais de 100 países, perdendo apenas para o Subway e McDonald's.